# Yumi Sudō
Yumi Sudō (須藤 祐実?, Sudō Yumi; Prefettura di Kanagawa, 3 febbraio 1988) è una doppiatrice giapponese. Lavora per Aoni Production e la sua carriera nel doppiaggio è cominciata quando aveva ancora sei anni. Sudō è inoltre la doppiatrice ufficiale di Hilary Duff, Hayden Panettiere ed Emma Watson nei film di Harry Potter. Ha cantato la sigla finale dell'anime Submarine 707R.

## Doppiaggio

### Serie anime
- DearS (presidente del comitato)
- Devil Lady (Remi Takashima)
- GeGeGe no Kitarō (Mana Imori)
- Immortal Grand Prix (Himawari Aoi)
- Last Exile (Donya Shea)
- Mononoke (Passeggero)
- One Piece (Abi)
- Sei in arresto! (Maho)

### OAV
- Submarine 707R (Ayumi Hayami)

### Videogiochi
- Dragon Ball Xenoverse 2 (Pattugliatore temporale)
- Eternal Poison (Thage)
- Like a Dragon Gaiden: The Man Who Erased His Name (Ayako)
- Ninja Gaiden 3 (Canna)
- Rune Factory 4 (Lin Fa)
- Yakuza 3 (Ayako)
- Yakuza 6: The Song of Life (Ayako)

### Film d'animazione
- A Bug's Life - Megaminimondo (Principessa Dot)
- Cattivissimo me (Margo)
- Dinosauri (Suri)
- Garo: Divine Flame (Ximena Luis)

### Film e telefilm
- Cadet Kelly - Una ribelle in uniforme (Kelly Collins (Hilary Duff))
- Serie di Harry Potter (Hermione Granger (Emma Watson))
- Lizzie McGuire (Lizzie McGuire (Hilary Duff))
- Lizzie McGuire - Da liceale a popstar (Lizzie McGuire (Hilary Duff))
- Il sapore della vittoria - Uniti si vince (Sheryl Yoast (Hayden Panettiere))